# 大瓦爾帕萊索地區

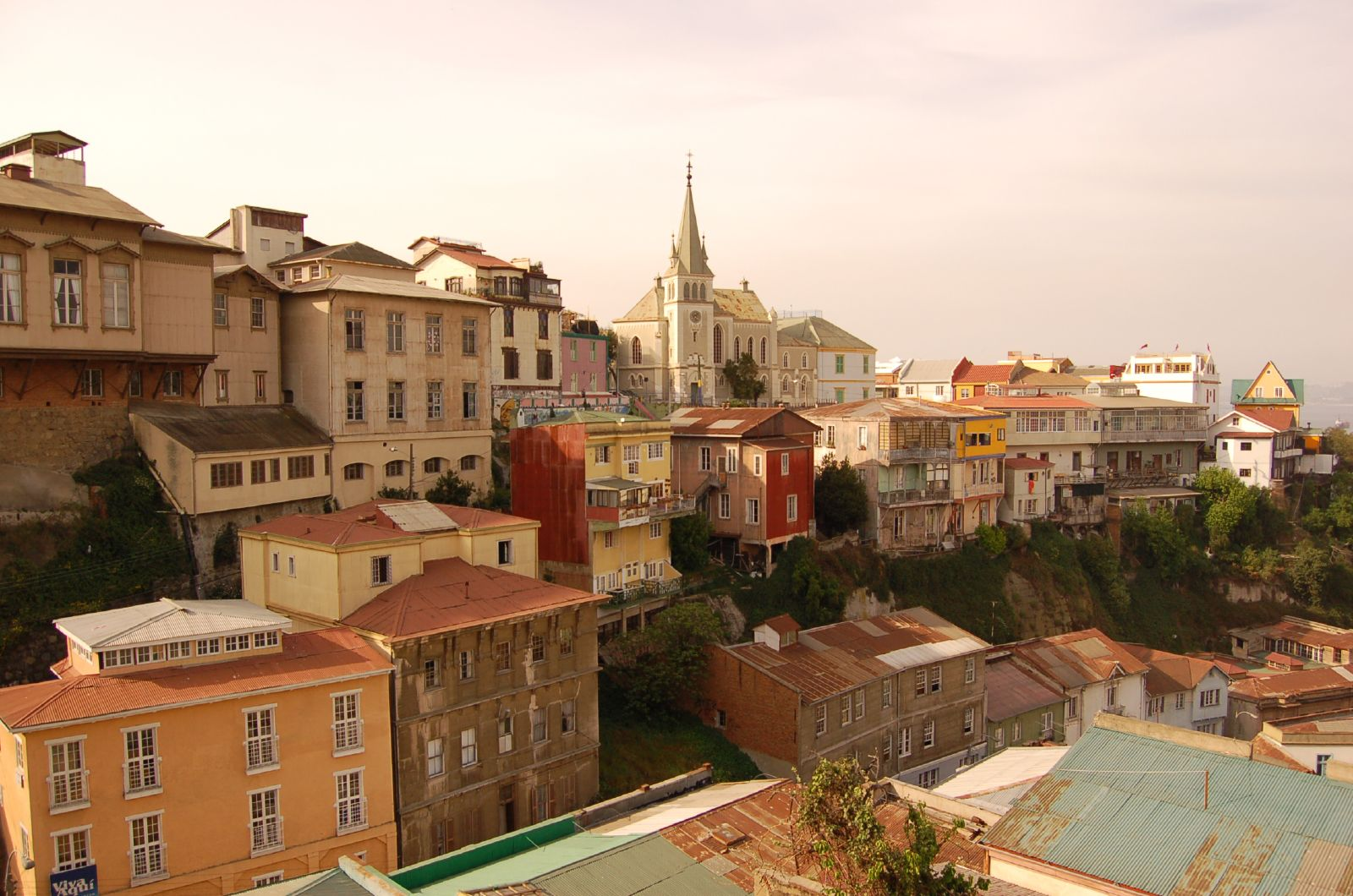
瓦爾帕萊索

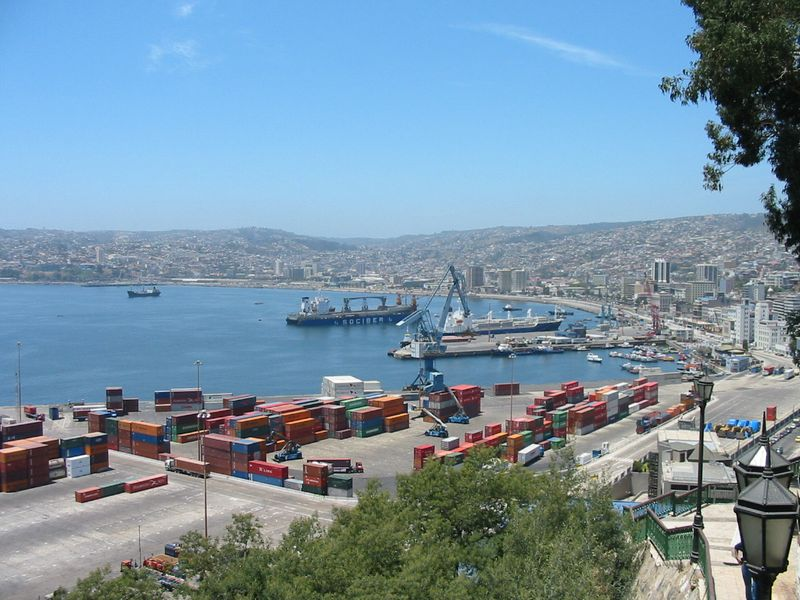
瓦爾帕萊索港

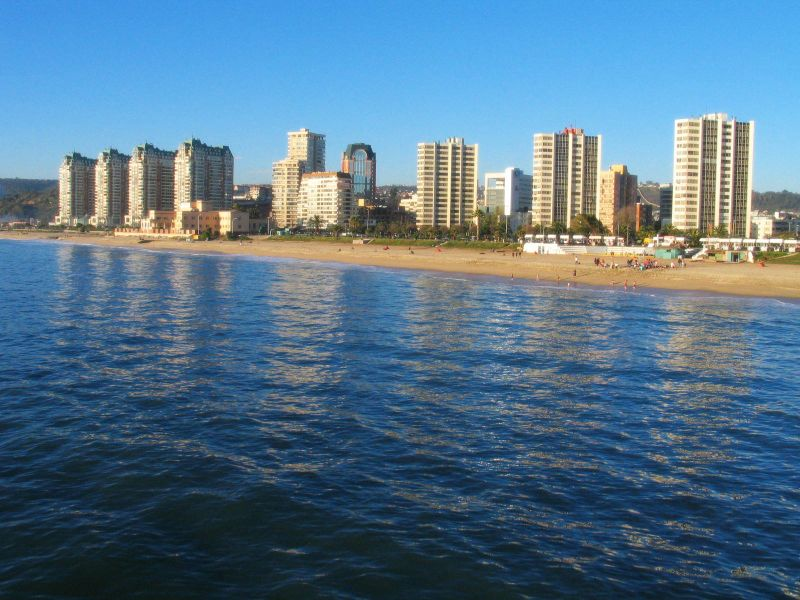
比尼亚德尔马海灘

大瓦爾帕萊索地区（西班牙語：Gran Valparaíso）是继大圣地亚哥地区外智利的第二大組合城市，2012年人口普查時總人口為979,127人，面積401.6平方公里。該區域得名於首府瓦爾帕萊索市，瓦爾帕萊索與比尼亚德尔马共同構成該地区的核心。